# NGC 4208
NGC 4208 је спирална галаксија у сазвежђу Береникина коса која се налази на NGC листи објеката дубоког неба.
Деклинација објекта је + 13° 54' 7" а ректасцензија 12h 15m 39,2s. Привидна величина (магнитуда) објекта NGC 4208 износи 11,1 а фотографска магнитуда 11,8. Налази се на удаљености од 16,8000 милиона парсека од Сунца. NGC 4208 је још познат и под ознакама NGC 4212, UGC 7275, MCG 2-31-70, IRAS 12130+1411, CGCG 69-110, VCC 157, PGC 39224.